# Achimenantha naegelioides
Achimenantha naegelioides là một loài thực vật có hoa trong họ Tai voi. Loài này được (Van Houtte) H.E. Moore mô tả khoa học đầu tiên năm 1973.

## Hình ảnh

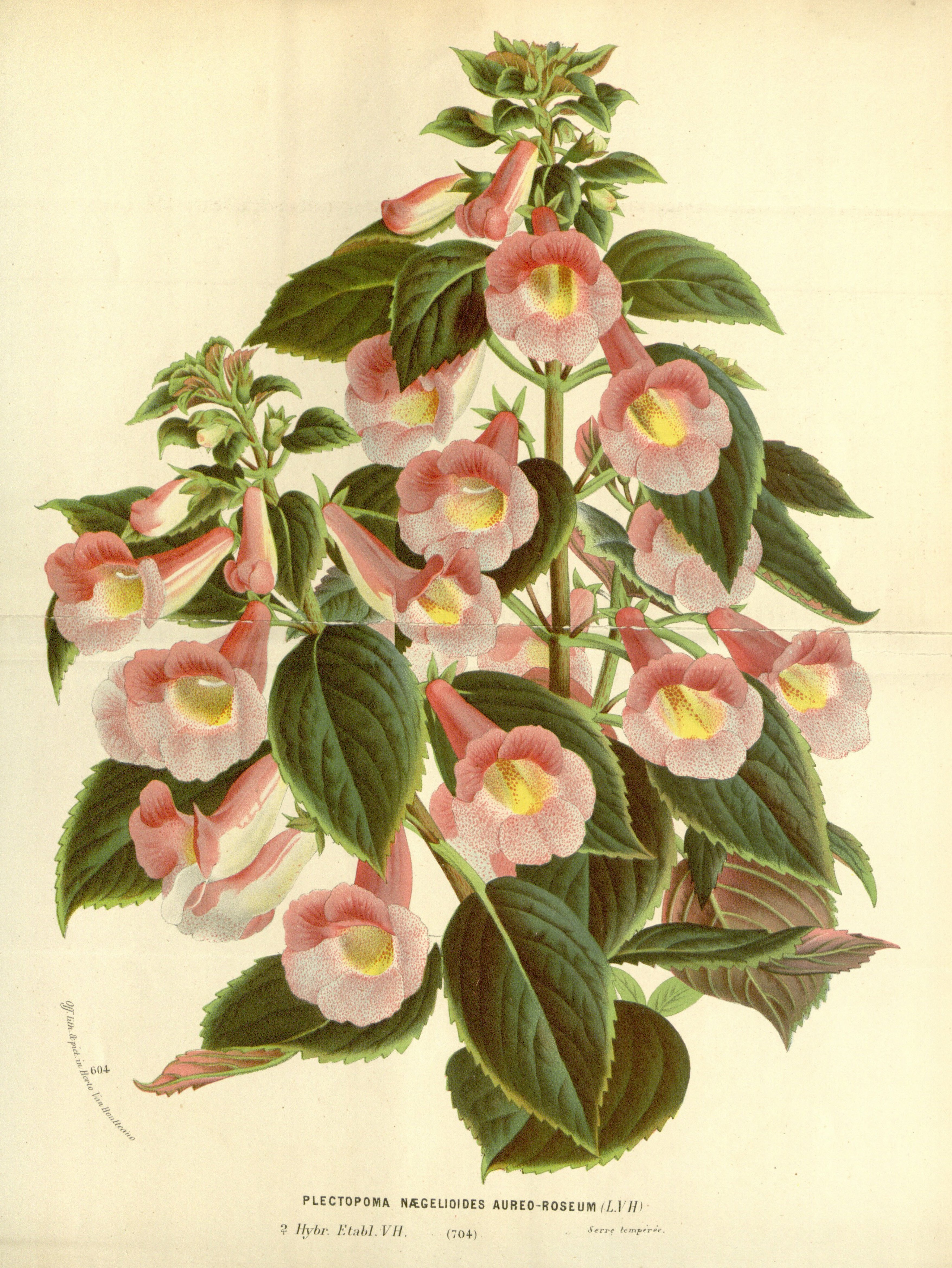
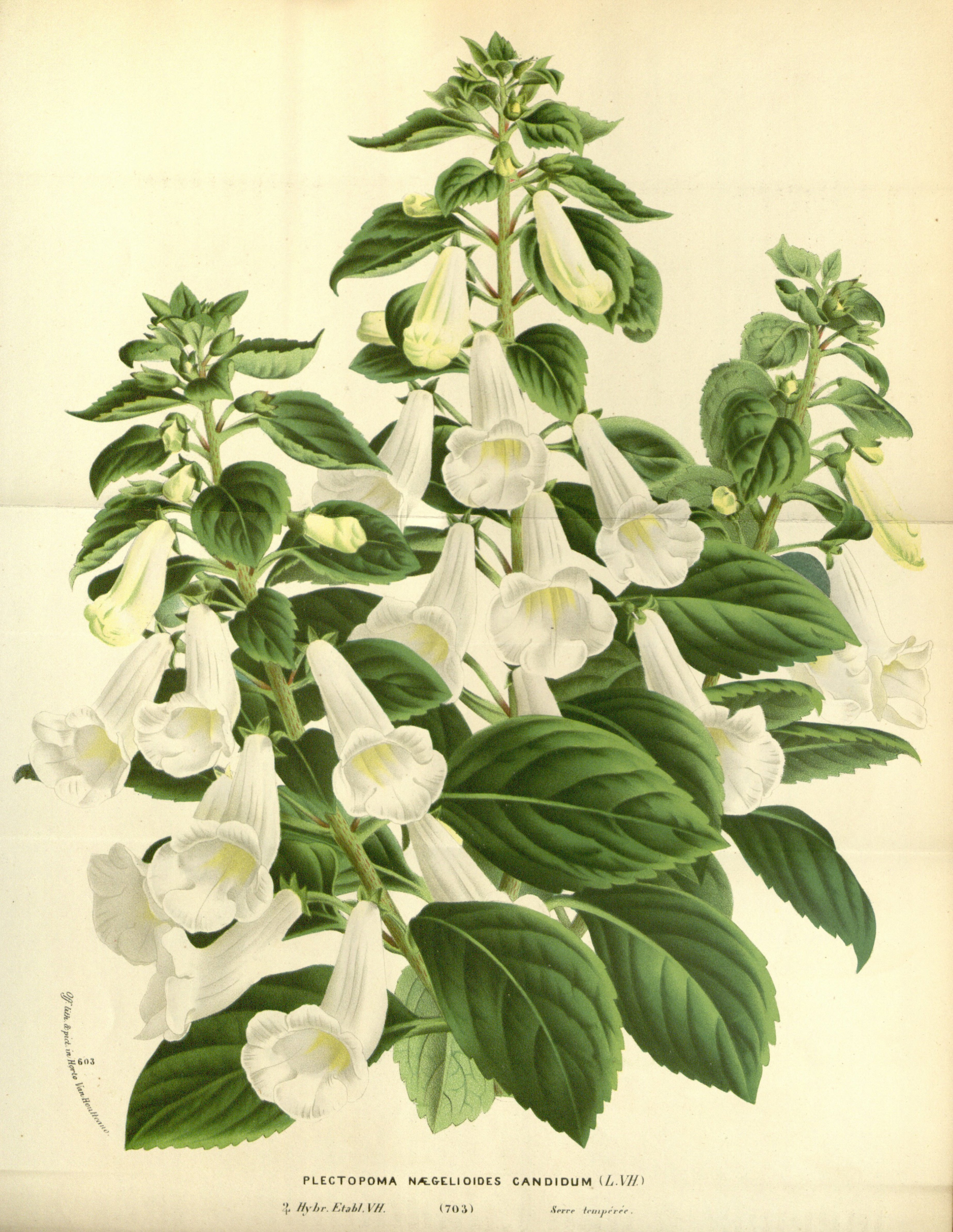
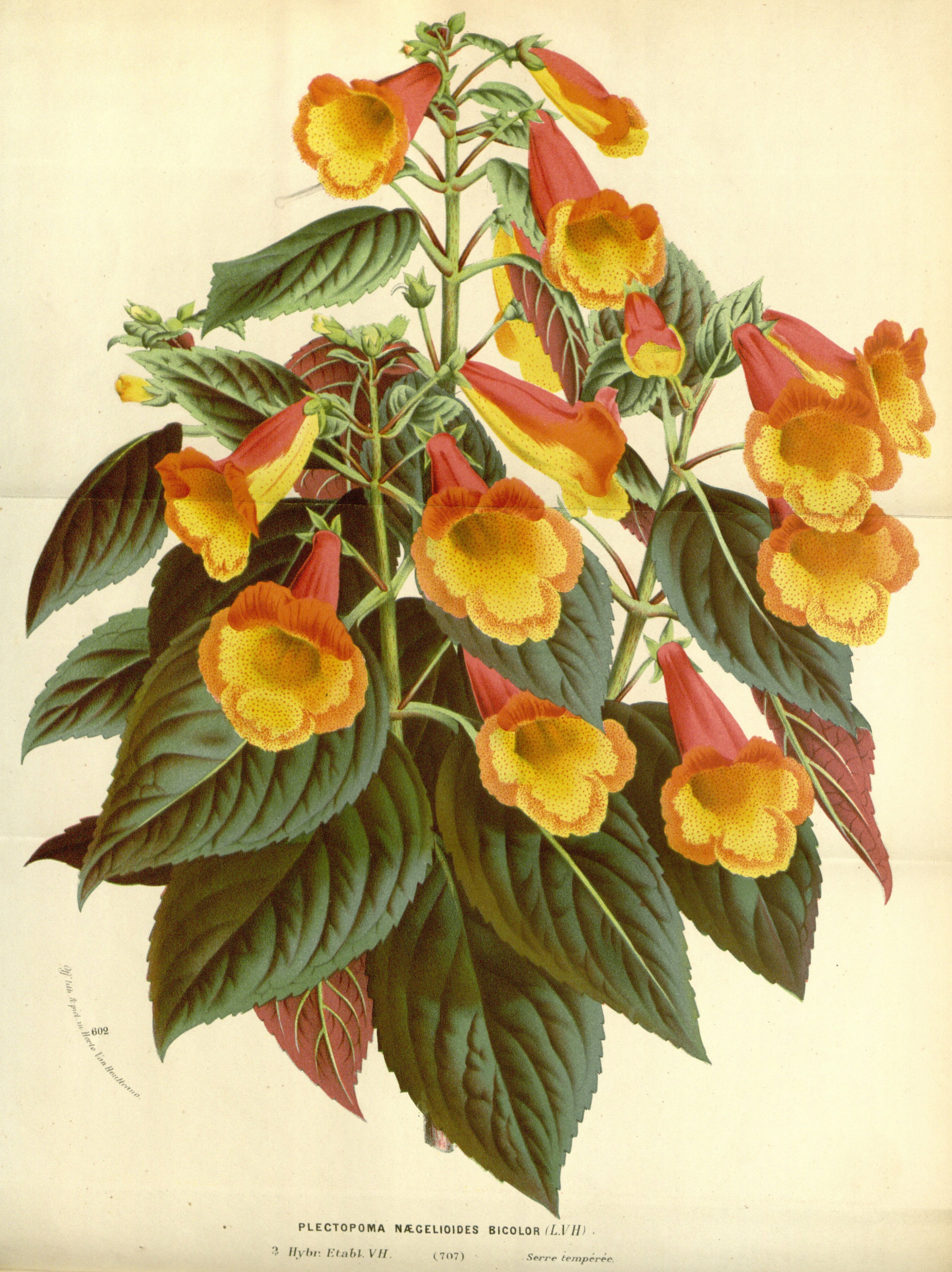
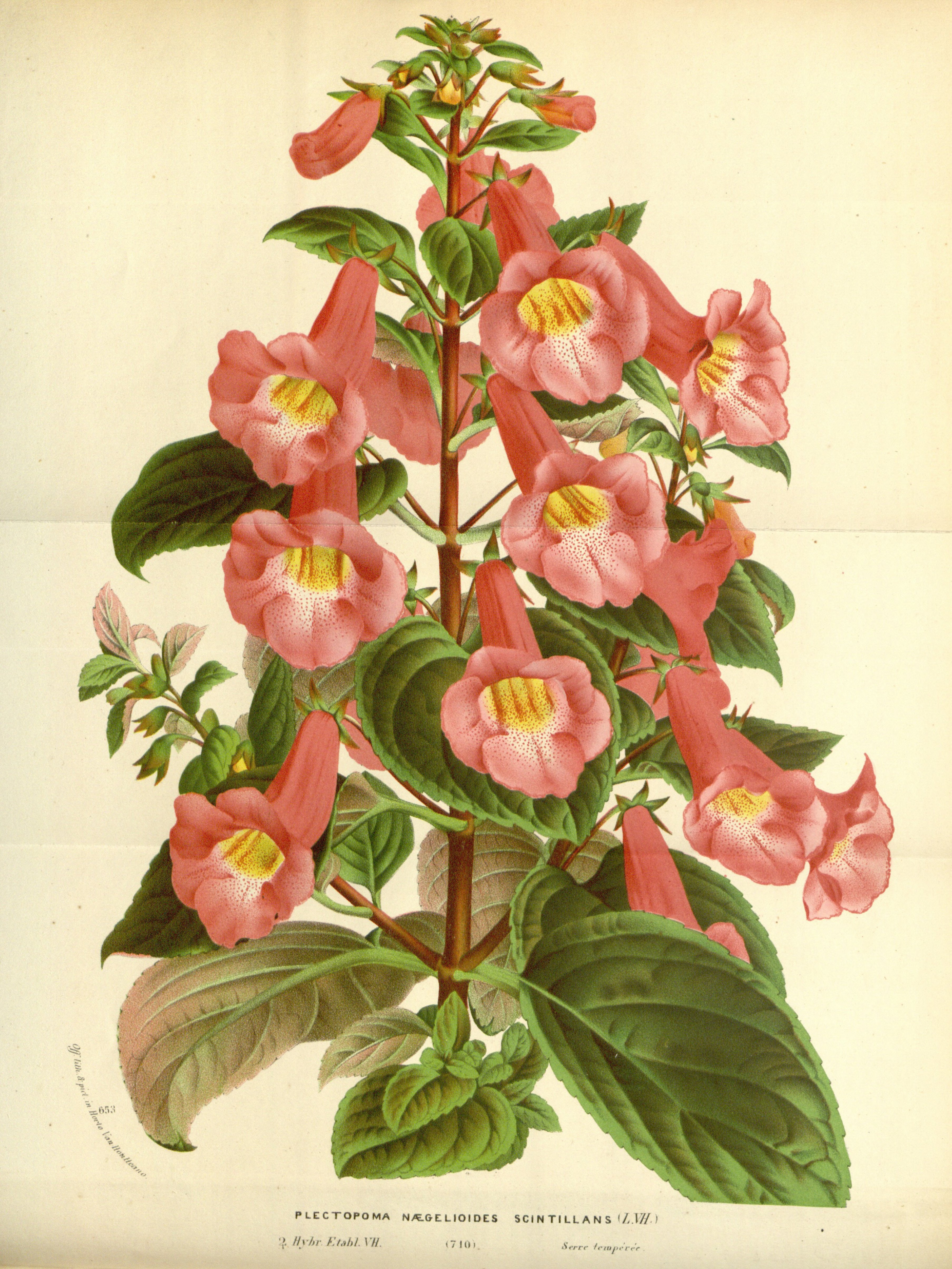